# 张一鸣
张一鸣（1983年4月10日—），男，福建龙岩人，中国互联网企业家，原字节跳动董事长兼首席执行官。于2012年创建了字节跳动公司。旗下有产品今日头条、抖音和火山小视频等。在2019年福布斯中国富豪榜上，张一鸣以1145.5亿元位列榜单第十名。

## 生平

### 早年
1983年出生于福建龙岩，2001年考入南开大学，期间从微电子学专业转到软件工程专业。2005年毕业于南开大学。2006年2月加入酷讯，2007年被提拔为技术总监。2008年相继进入微软和饭否。2009年酷讯被亿客行收购；同年10月，他首次创业，成立了一家垂直房产搜索引擎公司九九房。

### 字节跳动
2011年，张一鸣观察到网民逐渐从传统的个人电脑迁移到智能手机，于是辞去九九房CEO的职位，于2012年创建了字节跳动公司。根据2015年张一鸣在南开大学给学生们的演讲，他说：“在2011年，我就注意到在地铁上看报纸的人越来越少了。中国的智能手机销量也出现了爆发式增长。我认为智能手机会取代报纸，成为最重要的信息传播媒介。”
张一鸣认为可以通过人工智能，向用户推荐其感兴趣的内容。张一鸣表示，“就像Facebook将人与人连接起来，Uber将人与车连接起来，他的产品将把人与信息连接起来。”不过在当时，人工智能行业还处于初级阶段，张一鸣和他的团队都不知道如何构建复杂的算法。在没有书本指导的情况下，他们从基础开始，一路教自己。张一鸣判断中国网民时常不能在互联网找到其感兴趣的信息，如中国市场的搜索引擎百度，常将广告与搜索结果混为一谈，导致了后来的百度医疗广告丑闻。
字节跳动在2012年8月推出新闻推荐的应用今日头条。该平台研究用户阅读和搜索的内容，根据这些习惯推荐信息和文章。使用的人越多，随着数据的累计以及算法的进步，用户体验会越好，停留的时间也越长。在2012年的种子轮融资中，张一鸣的早期投资者海纳亚洲创投基金投资了300万美元，为公司的突围提供了必要的资金。到2014年中，头条日活跃用户已经攀升到1300多万。紅杉資本于此时领投了1亿美元的C轮融资。
在2016年9月左右，字节跳动推出抖音。抖音让用户可以拍摄和编辑15秒钟的短视频，添加滤镜，并在微博或微信等平台上分享。这种形式吸引了年轻人关注，一经推出便一炮而红，以至于微信后来封杀了该应用的直接入口。2017年，字节跳动以8亿美元收购了中国人在美国创办的手机应用Musical.ly。字节跳动认为Musical.ly和抖音（在中国内地及香港以外的其他国家和地区称为 TikTok）有协同效应，并将两者合并。
少见的是，张一鸣和字节跳动是第一家没有向阿里巴巴、腾讯或百度寻求保护或资金的创业公司。相反，字节跳动被认为与两大巨头有强烈的竞争关系，因字节跳动资金主要来源于抖音和今日头条的广告收入。
另外，比起阿里巴巴、百度和腾讯，字节跳动在吸引国外的年轻受众方面更加成功。字节跳动在美国、东南亚、日本等地均获得用户青睐，被认为是中国科技公司中海外化最成功的案例。除苹果之外，字节跳动也是唯一一家在中国和西方国家均拥有超过1亿用户的科技公司。经济学人杂志认为它是第一家中国走出的国际科技巨头。在美国，TikTok被认为是YouTube和Instagram等公司的竞争对手。
字节跳动公司旗下有产品今日头条、火山小视频和抖音（以及其海外名称 Tik Tok）等。截至2018年，字节跳动的移动应用月度用户超过10亿，估值750亿美元，超越Uber成为全球最有价值的创业公司。张一鸣以1145.5亿元的财富，位列2019年福布斯中国富豪榜单第十位。
在2020年3月，字节跳动已经有六万员工，投资人和内部消息将字节跳动2019年的营收定在 1040 亿元至 1400 亿元人民币，超过了优步、Snapchat和推特的总和；广告收入也超越了腾讯，仅次于阿里巴巴。抖音的下载量达1.15亿次，固定用户近10亿。
2021年5月20日，张一鸣宣布辞去字节跳动首席执行官，由梁汝波接任。
2024年10月29日发布的2024胡润百富榜显示，张一鸣以3500亿元人民币的财富首次成为中国首富。
2025年4月1日，张一鸣以650亿美元的身家，名列2025年《福布斯》全球亿万富豪榜第23名
。
2025年4月，网上有谣传称张一鸣加入新加坡国籍。不久后，字节跳动在今日头条所属抖音社区治理专号“抖音黑板报”发布动态称，张一鸣加入新加坡国籍的说法不实。